# Lümanda-Kulli
Lümanda-Kulli is een plaats in de Estlandse gemeente Saaremaa, provincie Saaremaa. De plaats heeft de status van dorp (Estisch: küla) en telt 9 inwoners (2021).
Tot in december 2014 behoorde de plaats tot de gemeente Lümanda en heette ze Kulli. In die maand ging de gemeente Lümanda op in de fusiegemeente Lääne-Saare. In de nieuwe gemeente lag nog een dorp Kulli. Daarom werd dit Kulli omgedoopt in Lümanda-Kulli. Het andere Kulli, dat voordien in de gemeente Kärla lag, kreeg de naam Kärla-Kulli. De gemeente Lääne-Saare ging in 2017 op haar beurt op in de fusiegemeente Saaremaa.

## Geschiedenis
(Lümanda-)Kulli werd voor het eerst genoemd in 1645 onder de naam Weiuenall. Pas rond 1900 kwam de naam Kulli in gebruik. Het dorp viel eerst onder het landgoed van Kuusnõmme; in het begin van de 19e eeuw was de dominee van Ruhnu de eigenaar (trouwens ook van Kärla-Kulli).
Tussen 1977 en 1997 maakte Kulli deel uit van het buurdorp Kuusnõmme.